# Borščivský rajón
Borščivský rajón (ukrajinsky Борщівський район) byl rajón v Ternopilské oblasti na Ukrajině. Hlavním městem byly Borščiv a rajón měl přibližně 65 tisíc obyvatel. 

## Sídla v rajónu
- Borščiv
- Melnycja-Podilska
- Skala-Podilska